# Südafrikanische Cricket-Nationalmannschaft in Australien in der Saison 1993/94
Die Tour der südafrikanischen Cricket-Nationalmannschaft nach Australien in der Saison 1993/94 fand vom 26. Dezember 1993 bis zum 1. Februar 1994 statt. Die internationale Cricket-Tour war Bestandteil der Internationalen Cricket-Saison 1993/94 und umfasste drei Tests. Die Serie endete 1–1 unentschieden.

## Vorgeschichte
Vor und während der Tour wurde ein Drei-Nationen-Turnier der beiden Mannschaften zusammen mit Neuseeland ausgetragen.
Das letzte Aufeinandertreffen der beiden Mannschaften fand in der Saison 1969/70 in Südafrika statt, es war somit die erste Tour gegeneinander nach der Apartheid.

## Stadien
Die folgenden Stadien wurden für die Tour als Austragungsort vorgesehen.
| Stadion                  | Stadt     | Kapazität | Spiele  |
| ------------------------ | --------- | --------- | ------- |
| Adelaide Oval            | Adelaide  | 53.583    | 1. Test |
| Melbourne Cricket Ground | Melbourne | 100.024   | 3. Test |
| Sydney Cricket Ground    | Sydney    | 48.000    | 2. Test |

## Kaderlisten
Die folgenden Kader wurden von den Mannschaften benannt.
| Test | Test |
| Australien | Südafrika |
| --- | --- |
| - Allan Border (K) - David Boon - Ian Healy (wk) - Damien Martyn - Tim May - Craig McDermott - Glenn McGrath - Paul Reiffel - Michael Slater - Mark Taylor - Shane Warne - Mark Waugh - Steve Waugh | - Kepler Wessels (K) - Hansie Cronje (VK) - Daryll Cullinan - Allan Donald - Andrew Hudson - Gary Kirsten - Peter Kirsten - Craig Matthews - Brian McMillan - Jonty Rhodes - David Richardson (wk) - Richard Snell - Pat Symcox - Fanie de Villiers |

## Tour Matches
| 20. – 23. Dezember Scorecard | Brisbane | South Africans 335-7d (106) & 224-8d (88) | – | Queensland 183 (68.5) & 268-5 (95.1) |
|                              |          | Remis                                     |   |                                      |

## Test Matches

### Erster Test in Melbourne
| 26. – 30. Dezember Scorecard | Melbourne | Australien 342-7d (115.5) | – | Südafrika 258-3 (115) |
|                              |           | Remis                     |   |                       |

Australien gewann den Münzwurf und entschied sich als Schlagmannschaft zu beginnen. Als Spieler des Spiels wurde Mark Taylor ausgezeichnet.

### Zweiter Test in Sydney
| 2. – 6. Januar Scorecard | Sydney | Südafrika 169 (74.1) & 239 (109) | – | Australien 292 (141.2) & 111 (56.3) |
|                          |        | Südafrika gewinnt mit 5 Runs     |   |                                     |

Südafrika gewann den Münzwurf und entschied sich als Schlagmannschaft zu beginnen. Als Spieler des Spiels wurde Fanie de Villiers ausgezeichnet.

### Dritter Test in Adelaide
| 28. Januar – 1. Februar Scorecard | Adelaide | Australien 469-7d (164) & 124-6d (40) | – | Südafrika 273 (132.2) & 129 (105.5) |
|                                   |          | Australien gewinnt mit 191 Runs       |   |                                     |

Australien gewann den Münzwurf und entschied sich als Schlagmannschaft zu beginnen. Als Spieler des Spiels wurde Steve Waugh ausgezeichnet.